# 山東直砥
山東 直砥（さんとう なおと、1840年3月10日〈天保11年2月7日〉 - 1904年〈明治37年〉2月14日）は、高野山真言宗の僧侶、尊王攘夷派志士、教育者。号は三栗。
曾孫は参議院議長を務めた山東昭子。娘婿に斯波淳六郎、児玉亮太郎。

## 経歴
紀伊国出身。和歌山藩士栗栖儀平の長男として生まれたが、母方の姓を冒した。幼名は長之助。
数え13歳頃より高野山真言宗の僧侶として修行していたが、還俗して山東一郎を名乗り、播州の河野鉄兜に師事。そこで知遇を得た松本奎堂に従い大坂へ上り、松本らが開いた双松岡塾の学僕となった。閉塾後も師とともに京へ移り、尊王攘夷派志士として活動。松本奎堂が天誅組として決起・自裁後は、江戸へ向かった。江戸で知り合った奥詰医師松本良順の勧めで、幕府海軍伴鉄太郎の塾で外国事情を知るために蘭学を志したが挫折。当時国境を侵さんとする帝政ロシアの国情を知ることの方が急務と思い至り、慶応2年、松本らの伝手で幕吏の従者として箱館へ渡って伝道師ニコライよりロシア語を学んだ。
明治維新後の1868年（明治元年）、岡本監輔・小野淳輔・堀真五郎・宇野監物らとともに箱館裁判所在勤の内国事務局権判事に徴されたが、翌年、貿易商柳田藤吉が東京の早稲田に創設した北門社新塾の塾主として招かれ、教育・出版事業に従事。1871年（明治4年）には神奈川県参事に任じられた。
1904年（明治37年）2月14日、死去。享年65。墓所は青山霊園。

## 著作
- 悔改事歴（山東口述・宮崎八百吉筆記、堀卯三郎、1892年）